# Marija Pisariewa
Marija Gierasimowna Pisariewa, ros. Мария Герасимовна Писарева (ur. 9 kwietnia 1933 w Moskwie, zm. 10 grudnia 2023) – radziecka lekkoatletka specjalizująca się w skoku wzwyż, uczestniczka letnich igrzysk olimpijskich w Melbourne (1956), srebrna medalistka olimpijska w skoku wzwyż.
Żona Otona Grigalki, radzieckiego dyskobola oraz kulomiota, dwukrotnego olimpijczyka (1952, 1956).

## Sukcesy sportowe
| Rok  | Miasto    | Zawody               | Konkurencja | Wynik         |
| ---- | --------- | -------------------- | ----------- | ------------- |
| 1956 | Melbourne | Igrzyska olimpijskie | skok wzwyż  | srebrny medal |

## Rekordy życiowe
- skok wzwyż – 1,70 – Taszkent 29/10/1956[3]